# 許宏志
许宏志（1996年9月26日—）生于黑龙江佳木斯，是一名中国男子短道速滑运动员。他8岁时开始练习滑冰，2006年，他进入佳木斯富锦市少年业余体校练习速度滑冰，2012年，他加入解放军短道速滑队。2014年10月，他入选中国国家队。